# 이스테방 윌리앙
이스테방 윌리앙 아우메이다 지올리베이라 곤사우베스 (Estêvão Willian Almeida de Oliveira Gonçalves, 2007년 4월 24일 ~ )는 브라질의 축구 선수이며, 현재 잉글랜드 프리미어리그의 첼시에서 윙어로 뛰고 있다.

## 수상

#### 파우메이라스
- 캄페오나투 브라실레이루 세리 A : 2024
- 캄페오나투 파울리스타 : 2024

### 개인
- 캄페오나투 브라실레이루 세리 A 최우수 신인 : 2024
- 캄페오나투 브라실레이루 세리 A 올해의 팀 : 2024
- 볼라 지 오우루 : 2024
- 트로페우 메사 레돈다 최우수 선수 : 2024